# Mocówka
Mocówka – wieś w Polsce położona w województwie lubelskim, w powiecie zamojskim, w gminie Łabunie.
W latach 1975–1998 miejscowość administracyjnie należała do województwa zamojskiego.
Wieś jest sołectwem w gminie Łabunie. Według Narodowego Spisu Powszechnego z roku 2011 wieś liczyła 155 mieszkańców.
Wierni Kościoła rzymskokatolickiego należą do parafii Parafia św. Michała Archanioła w Cześnikach lub do parafii Najświętszego Serca Jezusowego w Jarosławcu lub do parafii Matki Bożej Szkaplerznej i św. Dominika w Łabuniach.

## Historia
Mocówka w wieku XIX folwark w powiecie zamojskim, gminie i parafii Łabunie. W roku 1874 oddzielony od dóbr Łabunie. Około roku 1885 posiadał 1 dom i 12 mieszkańców oraz 719 mórg rozległości. Gospodarstwo jak podaje notka Słownika geograficznego Królestwa Polskiego staranne, gleba lekka, urodzajna, w folwarku owczarnia.